# Tricyphona septentrionalis
Tricyphona septentrionalis är en tvåvingeart som beskrevs av Ernst Evald Bergroth 1888. Tricyphona septentrionalis ingår i släktet Tricyphona och familjen hårögonharkrankar. Inga underarter finns listade i Catalogue of Life.